# Poullan-sur-Mer
Poullan-sur-Mer è un comune francese di 1 460 abitanti situato nel dipartimento del Finistère nella regione della Bretagna.

## Storia

### Simboli
Lo stemma del comune si ispira al blasone dei de Gourcuff, signori di Kerdanet a Poullan dal XVI al XVIII secolo, che era d'azzurro, alla croce patente d'argento, caricata in cuore di un crescente montante di rosso. Le moscature di armellino sono il simbolo della Bretagna.

## Società

### Evoluzione demografica
Abitanti censiti